# Laura Preiss

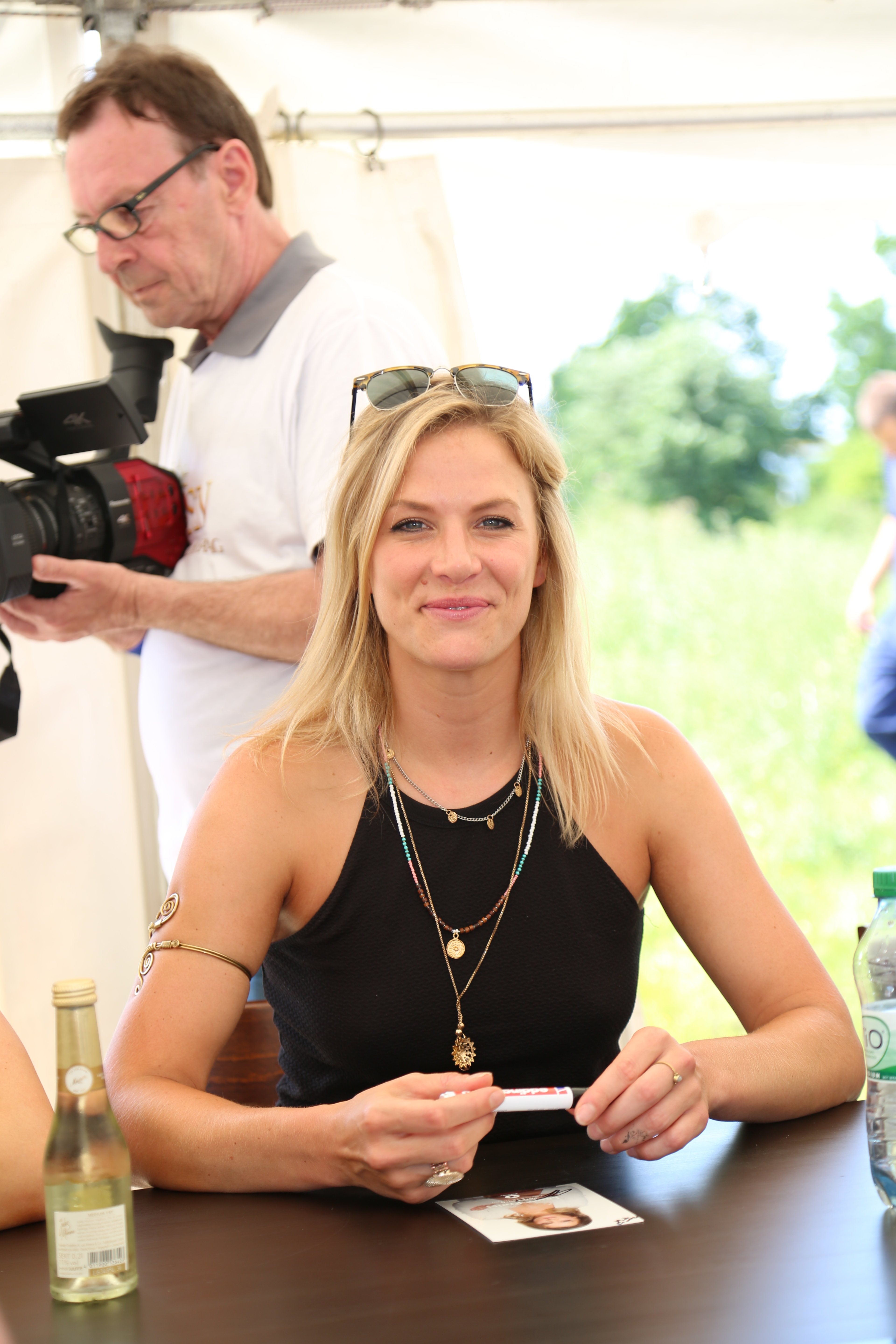
Laura Preiss signiert beim "Rote Rosen"-Fantag am 18. Juni 2017 in Lüneburg

Laura Preiss (* 1986 in München) ist eine deutsche Schauspielerin und Synchronsprecherin.

## Leben und Karriere
Preiss ist in München aufgewachsen und zur Schule gegangen. Sie absolvierte eine Ausbildung an der Stage School Hamburg, die sie 2012 mit Abschluss als Diplom-Bühnendarstellerin in Schauspiel, Gesang und Tanz abschloss. Nach dem Abschluss begann Preiss ihre Tätigkeit als Schauspielerin und Synchronsprecherin. Die ZDF-Sendung Volle Kanne porträtierte Preiss erste Schritte in der fünfteiligen Dokumentation Lauras Traum, die 2013 ausgestrahlt wurde. Am Metropoltheater in München war sie 2014 in dem Stück Die Furien von Dagmar Müller zu sehen. 2015 und 2017 wurde das Stück mit großem Erfolg wieder aufgenommen.
Laura Preiss hatte diverse Rollen in deutschen Fernsehfilmen inne und war unter anderem in den TV-Serien Die Rosenheim-Cops und Aktenzeichen XY … ungelöst zu sehen. Im Februar 2015 spielte sie in dem Fernsehfilm Wahlversprechen und andere Lügen aus der ZDF-Reihe Rosamunde Pilcher die Journalistin Julia Jones. Von August 2016 bis Januar 2017 war Preiss als Vicky Parker in der ARD-Telenovela Rote Rosen zu sehen und im Januar 2017 im ZDF-Traumschiff-Spin-Off Kreuzfahrt ins Glück als Sophie Fink. In dem im Juni 2017 erstausgestrahlten Fernsehfilm Ein Sommer in Prag aus der Ein Sommer in…-Filmreihe des ZDF spielte sie als Jana Gutmann eine der Hauptrollen. 2017 folgten Dreharbeiten bei der SAT.1-Serie Einstein und der ARD-Serie Hubert und Staller. Im Januar 2018 begann sie für den Fernsehfilm Trauung mit Hindernissen (MDR/ORF, Regie: Anna-Katharina Maier) mit Nicolette Krebitz, Daniela Ziegler u. a. in Leipzig zu drehen.
Darüber hinaus ist ihre Stimme in Werbeproduktionen (SKY, TINA, Toom, EON, McDonalds, XXLLutz, Microsoft, Ferrero, Red Bull u. a.) und Filmproduktionen zu hören, unter anderem als Saiba im Kinofilm Holiday, Scarlett in der ZDF-Animationsserie für Kinder Robin Hood – Schlitzohr von Sherwood, Meenama in der neuen Synchronfassung des Bollywood-Kinofilms Chennai Express und Mala im Kinofilm Zanjeer. Anfang 2016 sprach sie Krul Tepes in der Anime-Serie Seraph of the End und war erneut die Stimme von Deepika Padukone. Im August 2016 sprach Laura Preiss die Hörbücher Josie Eckstein, Aufbruch ins Abenteuer von Katja Samt und Federleicht von Marah Woolf ein. 2017 wurde sie für weitere Synchronrollen u. a. in internationalen Serien engagiert (Emily Maddison in Eat, Play, Love, Kate Berlant in Dean, Bai Ling in Call Me King, Missi Pyle in Disjointed, Alex McGregor in Blood Drive, Kana Marutsuka in Schwarzes Marken, Elizabeth Stanley in The Get Down u. a.) Anfang 2018 war Preiss auf Sony Channel Deutschland als Cecile de France in der Serie Call my Agent zu hören.
Laura Preiss ist die Enkeltochter des Schauspielers Wolfgang Preiss.

## Filmografie (Auswahl)
- 2012: Lauras Traum (Dokumentation)
- 2012, 2015, 2024: Aktenzeichen XY … ungelöst
- 2013: Nichts mehr wie vorher
- 2014: Die Rosenheim-Cops – Alte Sünden rosten nicht
- 2015: Rosamunde Pilcher – Wahlversprechen und andere Lügen
- 2015: Zwei Frauen für eine Leiche[1]
- 2016–2017: Rote Rosen (ARD)
- 2017: Kreuzfahrt ins Glück – Lissabon (ZDF)
- 2017: Ein Sommer in Prag (ZDF)
- 2017: Einstein (SAT.1)
- 2017: Django 3000 (Engl & Geier, Musikvideo)
- 2017: Wach auf (Superama Holger Frick)
- 2017: Hüttenkoller (Feifilm Künstlerkollektiv)
- 2018: Trauung mit Hindernissen (Ariane-Krampe-Produktion, MDR/ORF für ARD)
- 2018: Hubert und Staller – Über sieben Brücken
- 2018: SOKO München – Schärfer, als die Polizei erlaubt
- 2020: Der Beischläfer (Fernsehserie)
- 2021: X-Factor: Das Unfassbare (Fernsehserie, eine Folge)
- 2024: Sturm der Liebe (Fernsehserie)

## Theater (Auswahl)
- 2014/15/17/18: Die Furien – Metropoltheater, München

## Synchron (Auswahl)
- 2014: Luther (Fernsehserie), Sasha Behar als Dani Lane
- 2014: Karate Chaoten (Fernsehserie), als Holly
- 2014: Olive Kitteridge (Fernsehserie), Libby Winters als Suzanne
- 2014: Commissario Montalbano (Krimiserie), Lina Perned als Livia
- 2014: The Smoke (Fernsehserie), Simone McAulley als Janine
- 2014/15: Robin Hood – Schlitzohr von Sherwood (Animationsserie ZDF, DVDs, Blue-Rays, Audio CDs, Bücher), als Scarlett
- 2014/15: Pokémon (Animationsserie), als Scoppel, Myrapla, Dartignis u. a.
- 2015: Chennai Express (Kinofilm), als Meenama
- 2015: Holiday Hindi Movie (Kinofilm), als Saiba
- 2015: Wie schreibt man Liebe (Kinofilm), Maggie Geha als Flo Bai
- 2015: Switched at Birth (Fernsehserie), Tamara Feldman als Carrie Raisler
- 2015: Once upon a time...es war einmal (Fantasyserie), Sally Pressman als Helga
- 2016: Race 2 (Kinofilm), Deepika Padukone als Alina
- 2016: Denn meine Liebe ist unsterblich – Balapur (Kinofilm), Radhika Abte als Kanchan
- 2016: Seraph of the End (Anime-Serie), als Krul Tepes